# Elementary (seizoen 2)
Dit artikel vat het tweede seizoen van Elementary samen. Dit seizoen liep van 26 september 2013 tot 15 mei 2014 en bevatte vierentwintig afleveringen.

## Rolverdeling

### Hoofdrollen
- Jonny Lee Miller - Sherlock Holmes
- Lucy Liu - dr. Joan Watson
- Aidan Quinn - hoofdrechercheur Toby Gregson
- Jon Michael Hill - rechercheur Marcus Bell

### Terugkerende rollen
- Rhys Ifans - Mycroft Holmes
- Sean Pertwee - Gareth Lestrade
- Jordan Gelber - medisch onderzoeker dr. Eugene Hawes

## Afleveringen
| Nr. | Aflevering | Titel                             | Regisseur        | Schrijver(s)                     | Selectie gastrollen | Uitzenddatum      |  |
| --- | ---------- | --------------------------------- | ---------------- | -------------------------------- | --- | ----------------- |  |
| 25 | 1          | Step Nine                         | John Polson      | Robert Doherty Craig Sweeny      | Rufus Wright - Lawrence Pendry Tim McMullan - DCI Hopkins John Owens - priester Mark Underwood - Langdale Pike                                                                     | 26 september 2013 |  |
| Sherlock en Joan reizen naar Londen om daar op zoek te gaan naar de voormalige politiepartner van Sherlock, inspecteur Lestrade. Lestrade zit nu ondergedoken nadat hij een moordverdachte heeft bedreigd met een handgranaat. Wanneer zij daar aangekomen zijn ontdekken zij dat de broer van Sherlock Mycroft nu op Baker Street 221B woont, het voormalige adres van Sherlock. Sherlock wil dan de onschuld bewijzen van Lestrade, terwijl hij ook zich bezig moet houden met zijn vervreemde broer. |            |                                   |                  |                                  | |                   |  |
| 26 | 2          | Solve for X                       | Jerry Levine     | Jeffrey Paul King                | Lynn Collins - Tanya Barrett Jeremy Jordan - Joey Castoro Glenn Fitzgerald - Linus Roe Rich Sommer - Harlan Emple                                                                  | 3 oktober 2013    |  |
| Wanneer een wiskundige wordt vermoord gaan Sherlock en Joan op onderzoek uit. Onderzoek wijst uit dat de moord waarschijnlijk te maken heeft met het onopgeloste computerprobleem P versus NP. Sherlock ontdekt dat de muren in de huis van het slachtoffer vol staat met codes die alleen te lezen zijn met een blacklight. Een collega van het slachtoffer geeft Sherlock informatie waarmee zij de code kunnen kraken en zo de zaak kunnen openbreken. Hiermee kunnen zij niet alleen de moordenaar oppakken maar ook waardevolle informatie geven voor de binnenlandse veiligheid. Ondertussen raakt Joan in een conflict als de zoon van een voormalige patiënte van haar haar opzoekt voor een lening. |            |                                   |                  |                                  | |                   |  |
| 27 | 3          | We Are Everyone                   | Michael Pressman | Craig Sweeny                     | Christian Campbell - Ezra Kleinfelter Ronald Guttman - Elliot Honeycutt Steve Kazee - Jeff Hines Susan Pourfar - Emily Hankins Laura Osnes - Celia Carroll                         | 10 oktober 2013   |  |
| Wanneer een hacker geheime informatie steelt van de overheid zetten Sherlock en Joan een onderzoek op om de dader te achterhalen. Zij ontdekken al snel dat zij meer vinden dan dat zij eerst gedacht hadden. Dan komen zij in een wereld van moorden, cyberterrorisme dat hun privéleven beïnvloed en CIA agenten die aan hun deur kloppen, nu vinden Sherlock en Joan zich in een nieuwe wereld van technologie. Aan het einde van de aflevering leest Sherlock stiekem een brief dat hij ontvangen heeft van zijn vijand Jamie Moriarty. |            |                                   |                  |                                  | |                   |  |
| 28 | 4          | Poison Pen                        | Andrew Bernstein | Liz Friedman                     | Laura Benanti - Anne Barker Samuel H. Levine - Graham Delancey Noelle Beck - Peri Delancey Steve Greenstein - Titus Delancey Paul Fitzgerald - Burt Jeffries                       | 17 oktober 2013   |  |
| Wanneer een rijke man vermoord wordt gevonden in zijn appartement gaan Sherlock en Joan op onderzoek uit. Op het eerste oog denken zij dat het geld van het slachtoffer een motief was. Verder onderzoek wijst uit dat het slachtoffer niet erg populair was bij zijn zakenpartners en familieleden, en dat zij plannen hadden om hem lichamelijk aan te vallen. Ondertussen wordt Sherlock herenigd met een oude vriendin die hem hielp toen hij een moeilijke fase doormaakte in zijn kindertijd. Maar dan blijkt dat deze oude vriendin de hoofdverdachte is in hun moordonderzoek. |            |                                   |                  |                                  | |                   |  |
| 29 | 5          | Ancient History                   | Sanaa Hamri      | Jason Tracey                     | Mia Barron - Lara Banin Danielle Nicolet - Jennifer Sayles Mike Starr - Russell Gertz Wass Stevens - Travis Hardwick                                                               | 24 oktober 2013   |  |
| Joan krijgt van een vriendin het verzoek of zij de identiteit kan achterhalen van iemand waarmee zij een jaar geleden een onenightstand heeft gehad. Ondertussen neemt Sherlock Joan mee naar het mortuarium om daar lijken te bekijken voor een interessante zaak. Een slachtoffer van een motorongeluk lijdt hen naar een ander slachtoffer, Sherlock vermoedt dat dit slachtoffer vermoord werd voordat de motorrijder zichzelf doodreed. De zaak wordt interessanter als blijkt dat deze zaak in verbinding staat met de Russische maffia. |            |                                   |                  |                                  | |                   |  |
| 30 | 6          | An Unnatural Arrangement          | Christine Moore  | Cathryn Humphris                 | Talia Balsam - Cheryl Gregson Sarah Wynter - Beth Roney Ted King - James Monroe Kathleen Chalfant - mrs. Clennon Peter Hermann - rechercheur Craig Basken                          | 31 oktober 2013   |  |
| Wanneer de woning van hoofdrechercheur Gregson overvallen wordt, voegen Sherlock en Joan zich bij het onderzoek. Als hierna diverse mannen met een militaire achtergrond op dezelfde wijze vermoord worden denken zij dat Gregson niet het doel was voor de overval. Tevens ontdekken zij dat Gregson al een tijdje gescheiden leefde van zijn vrouw. Ondertussen krijgen Sherlock en Joan een discussie over hun partnerschap. Sherlock moedigt Joan aan om oude zaken te onderzoeken die hij niet heeft kunnen oplossen. |            |                                   |                  |                                  | |                   |  |
| 31 | 7          | The Marchioness                   | Sanaa Hamri      | Christopher Hollier Craig Sweeny | Olivia d'Abo - Nigella Mason Phyllis Somerville - Miriam Berg Andrew Samonsky - El Mecanico Joe Forbrich - Brad Scheff                                                             | 7 november 2013   |  |
| Sherlock is verrast als zijn broer Mycroft ineens op zijn stoep staat in New York. Hij wordt verder verrast als Mycroft hem en Joan vraagt voor hulp in de zaak waar zijn voormalige verloofde Nigella Mason is betrokken. Nigella was getrouwd en gescheiden, en in de scheidingsregeling zit ook de eigendom over een beroemd wedstrijdpaard genaamd Silver Blaze. Wanneer iemand dit paard probeert te vergiftigen en er een moordaanslag wordt gepleegd op Nigella, ontdekken Sherlock en Joan een connectie tussen de duistere wereld om de paardenraces en een van meest onvindbare huurmoordenaars in de drugswereld. |            |                                   |                  |                                  | |                   |  |
| 32 | 8          | Blood Is Thicker                  | John Polson      | Bob Goodman                      | William Sadler - Ian Gale Margaret Colin - Natalie Gale Casey Biggs - Alan Becker Kieran Campion - Ray McKibben                                                                    | 14 november 2013  |  |
| Politie onderzoekt de dood van Haley Tyler, die werd doodgestoken voordat zij van een balkon op een auto viel. Haley was de maîtresse van de technologie grootheid Ian Gale, die Sherlock en Joan echter nergens kunnen vinden. Dan ontdekken zij dat Ian op sterven ligt in afwachting van een transplantatie. Ian biecht tegen hen op dat Haley niet zijn maîtresse was maar een buitenechtelijk kind uit een onenightstand die hij in zijn vroege zakenjaren had. Bewijzen leiden hen naar de vrouw van Ian, dit door de huwelijkse voorwaarden van hun huwelijk en de medische precisie van de moord op Haley. Tijdens de ondervraging van mrs. Gale kunnen zij de zaak niet hard maken, tevens verklaart mrs. Gale aan Joan dat zij de huwelijkse voorwaarden zelf heeft opgesteld. Dan wordt de vriend van Haley opgezocht, deze deelt mede dat Haley aan een ziekte leed. Dan overlijdt Ian aan zijn ziekte en meteen wordt mrs. Gale ondervraagt voor de dood van haar man en Haley. Volgens hen heeft zij bij haar man een dodelijk vloeistof geïnjecteerd wat niet traceerbaar is, en zij doodde Haley om zo een getuige uit de weg te ruimen. Ondertussen wil Mycroft, de broer van Sherlock, terugkeren naar Londen en vraagt Sherlock om mee te gaan, dit om hun vader te plezieren. Sherlock denkt hierover en besluit uiteindelijk dit af te wijzen dat hij vertelt met een brief aan Mycroft. Dan blijkt dat Mycroft tegen Sherlock gelogen heeft, en dat er een andere reden is om hem uit New York te willen. |            |                                   |                  |                                  | |                   |  |
| 33 | 9          | On the Line                       | Guy Ferland      | Jason Tracey                     | Troy Garity - Lucas Bundsch Chris Bauer - rechercheur Gerry Coventry Eric Sheffer Stevens - Tim Spalding Dillan Arrick - Jenna Lombard Charlotte Maier - Cynthia Tilden            | 21 november 2013  |  |
| Samantha Wabash, een jonge vrouw, pleegt zelfmoord door zichzelf dood te schieten terwijl zij op een brug staat. Deze zelfmoord heeft zij zo in scène gezet dat het een moord lijkt, en de verdenking gaat dan uit naar Lucas Bundsch. Samantha was overtuigd dat Lucas de moordenaar is van haar vermoorde zus en wil hem zo laten opdraaien voor haar dood. Haar plan mislukt als Sherlock ontdekt dat zij haar dood zelf heeft veroorzaakt. Lucas wordt dan onderworpen aan een polygraaftest, en blijkt dat hij niets met de doden te maken heeft. Wat nu begon als een wanhopige daad van Samantha om gerechtigheid te krijgen voor haar vermoorde zus, mondt uit in een zoektocht naar een seriemoordenaar die lang onopgemerkt zijn gang kon gaan. |            |                                   |                  |                                  | |                   |  |
| 34 | 10         | Tremors                           | Aaron Lipstadt   | Liz Friedman                     | Elizabeth Marvel - Cassandra Walker Frankie Faison - rechter Brewster O'Hare Danny Mastrogiorgio - James Dylan Jordan Lage - dr. Phineaus Hobbs                                    | 5 december 2013   |  |
| Op een normale dag op het politiebureau wandelt een schizofrene man het bureau binnen met een pistool. Sherlock kan de situatie onder controle krijgen door het opmerken dat de man een sjaal om zijn vuist heeft en het meespelen met zijn waanideeën. Ondertussen wordt Marcus neergeschoten, terwijl hij Sherlock wilde beschermen, door een man die geïrriteerd raakte van Sherlock ten tijde dat hij ondervraagd werd. Nu moeten Sherlock en Joan voor een onderzoeksraad verschijnen die moet besluiten of zij nog voor de NYPD mogen werken. Marcus redt dan uiteindelijk hun carrière bij de NYPD, maar weigert te praten met Sherlock. |            |                                   |                  |                                  | |                   |  |
| 35 | 11         | Internal Audit                    | Jerry Levine     | Bob Goodman                      | Heather Burns - Chloe Butler Ato Essandoh - Alfredo Llamosa Richard Masur - Jacob Weiss Peter Gerety - Frank Da Silva Stephen Tyrone Williams - Randy                              | 12 december 2013  |  |
| Wanneer een piramidespeloplichter wordt vermoord gaan Sherlock en Joan op onderzoek uit. Het lijkt erop dat de moord gepleegd is door een op wraak beluste investeerder, maar deze wordt later ook dood gevonden. Verder onderzoek brengt hen naar liefdadigheidsinstelling die als een rookgordijn voor het piramidespel werd gebruikt. Ondertussen ontmoet Joan een voormalige cliënt van haar in het huis van het slachtoffer, terwijl Alfredo Sherlock probeert over te halen om een sponsor te worden. Marcus krijgt een aanbieding om zich te laten overplaatsen naar een andere afdeling. |            |                                   |                  |                                  | |                   |  |
| 36 | 12         | The Diabolical Kind               | Larry Teng       | Robert Doherty Craig Sweeny      | Natalie Dormer - Jamie Moriarty Faran Tahir - Ramses Mattoo Andrew Howard - Devon Gaspar Andy Murray - John Clay Rachel Pickup - Allison Fuller                                    | 2 januari 2014    |  |
| Wanneer Sherlock ontdekt dat een voormalige werknemer van Moriarty achter een kinderontvoering zit, wordt Moriarty opgepakt. Zij wordt dan onder druk gezet om de verblijfplaats van de ontvoerder prijs te geven. Joan merkt aan Sherlock dat hij Moriarty nog steeds niet los kan laten, maar is wel boos als zij merkt Moriarty en Sherlock haar liefdesleven hebben besproken. Het onderzoek wijst uit dat de voormalige werknemer voor zichzelf is gaan werken, en dat het ontvoerde kind een dochter van Moriarty is. Het lukt Moriarty te ontsnappen van de politie en de ontvoerders van haar dochter te vermoorden. Sherlock vindt dan Moriarty zwaar gewond terug en neemt haar mee voor haar arrestatie, zij deelt hem nog wel mede dat zij zo weer op vrije voeten zal zijn. |            |                                   |                  |                                  | |                   |  |
| 37 | 13         | All in the Family                 | Andrew Bernstein | Jason Tracey                     | Peter Gerety - Frank Da Silva Vincent Curatola - Theodore 'Big Teddy' Ferrara Tim Guinee - Dean McNally Danny McCarthy - rechercheur Nash Wendy Hoopes - rechercheur Annie Wozniak | 9 januari 2014    |  |
| Marcus begint zijn werkzaamheden op de nieuwe afdeling, daar inspecteert hij auto’s en ontdekt in een van deze een ontbindend lichaam. Joan identificeert het lichaam van een persoon die bij de maffia werkte en onder gedoken zat. Zij en Sherlock moeten nu snel de moordenaar vinden voordat er een maffiaoorlog gestart wordt. Ondertussen klaart de lucht op tussen Marcus en Sherlock. |            |                                   |                  |                                  | |                   |  |
| 38 | 14         | Dead Clade Walking                | Helen Shaver     | Jeffrey Paul King                | Ashlie Atkinson - Gay Stephen Tyrone Williams - Randy James Martinez - Diego Salcedo Jonno Roberts - Jerome Thomas Jane Alexander - C.                                             | 30 januari 2014   |  |
| Joan opent een oude zaak van Sherlock, deze heft hij toen niet op kunnen lossen door zijn drugsverslaving. Zij ontdekt dat een zeldzaam fossiel de sleutel is tot het oplossen van deze zaak. Ondertussen is de nieuwe sponsor van Sherlock, Randy, bezorgd om hem als een oude vriend en drugsverslaafde weer in zijn leven komt. |            |                                   |                  |                                  | |                   |  |
| 39 | 15         | Corpse de Ballet                  | Jean de Segonzac | Liz Friedman                     | Aleksa Palladino - Iris Lanzer Scott Cohen - Nolan Sharp Bill Sage - Jake Picardo Curtis McClarin - Morris Gilroy David A. Gregory - Nicholas Orman                                | 6 februari 2014   |  |
| Tijdens een repetitie van een balletuitvoering valt het dode lichaam van ballerina Nell Solange vanaf een balkon op het toneel. Het onderzoek brengt Sherlock en Joan bij de prima donna Iris Lanzer die als hoofdverdacht wordt aangemerkt. Sherlock, helemaal fan van Iris, ontdekt dat de werkelijke moordenaar Iris probeert erin te luizen voor de moord. Ondertussen spoort Joan met persoonlijke redenen een vermiste dakloze man op. |            |                                   |                  |                                  | |                   |  |
| 40 | 16         | The One Percent Solution          | Guy Ferland      | Bob Goodman Craig Sweeny         | Bill Irwin - Richard Balsille Maggie Lacey - Michelle Forrester Sarah Goldberg - miss Truepenny Parker Pogue - John Bowden Bhavesh Patel - Neetzan Mehmet                          | 27 februari 2014  |  |
| Na een bomaanslag in een restaurant gaan Sherlock en Joan op onderzoek uit. Tijdens het onderzoek wordt Sherlock gedwongen om samen te werken met zijn oudere Scotland Yard collega rechercheur Lestrade. Hij werkt nu als privébeveiliger voor een persoon, die al snel een verdachte wordt in het onderzoek naar de bomaanslag. Ondertussen redt Sherlock een paar hanen van een hanengevecht en probeert bij hen de gewelddadigheid eruit te krijgen, dit tot ergernis van Joan. |            |                                   |                  |                                  | |                   |  |
| 41 | 17         | Ears to You                       | Seith Mann       | Lauren MacKenzie Andrew Gettens  | Jeremy Davidson - Gordon Cushing Cara Buono - Sarah Cushing Sean Nelson - Shawn Menck Amir Babayoff - taxichauffeur Eric T. Miller - ontvoerder                                    | 6 maart 2014      |  |
| Wanneer Gordon Cushing een pakje ontvangt met daarin twee afgesneden oren lijkt het erop op dat zijn ontvoerde vrouw Sarah nog leeft. Eerst werd ervan uitgegaan dat Sarah, die vier jaar geleden verdween, dood was. Bij het pakje zat ook een bericht met daarin een eis voor losgeld, na het betalen van het losgeld zou Sarah vrijgelaten worden. Ondertussen probeert Joan rechercheur Lestrade te helpen met het overwinnen van zijn gevoel een mislukkeling te zijn. |            |                                   |                  |                                  | |                   |  |
| 42 | 18         | The Hound of the Cancer Cells     | Michael Slovis   | Bob Goodman                      | Ron Canada - Manny Rose Shiri Appleby - Dalit Zirin Gretchen Egolf - Karen Buckner Christina Jackson - Nicole Watkins                                                              | 13 maart 2014     |  |
| Wanneer een kankeronderzoeker vermoord wordt door vergiftiging met helium gaan Sherlock op Joan op onderzoek uit. Het blijkt dat het slachtoffer bezig was met het uitvinden van The Hound, een blaasapparaat dat kanker kan detecteren. Nu vermoeden zij dat het motief van de moord hiermee te maken heeft. Ondertussen is Marcus weer hersteld en krijgt toestemming om weer aan het werk te gaan. Hij vraagt Joan voor hulp om een vermiste getuige op te sporen, hij was getuige van een schietpartij op straat. |            |                                   |                  |                                  | |                   |  |
| 43 | 19         | The Many Mouths of Aaron Colville | Larry Teng       | Jason Tracey                     | Bruce Altman - dr. Jonathan Fleming Robert Stanton - Stan Kovacevic Judith Ivey - Ruth Colville Christopher Fitzgerald - dr. Neil Murray Sue-Anne Morrow - dr. Leslie Loughlin     | 3 april 2014      |  |
| Wanneer er meerdere lichamen tevoorschijn komen met bijtafdrukken worden Sherlock en Joan bij het onderzoek geroepen. Joan was 10 jaar geleden als assistente aanwezig bij een operatie op een man die toen verdacht werd voor soortgelijke moorden. Deze man is tijdens de operatie overleden, nu vraagt Joan zich af of hij onschuldig was en dat de werkelijke dader weer aan het toeslaan is. |            |                                   |                  |                                  | |                   |  |
| 44 | 20         | No Lack of Void                   | Sanaa Hamri      | Liz Friedman Jeffrey Paul King   | Garret Dillahunt - Bart MacIntosh Roger Rees - Alistair Moore Ron Raines - Ian Michael Medeiros - Joe Bey Jamie Harrold - Coogan Burl                                              | 10 april 2014     |  |
| Wanneer een gevangene op het politiebureau van hoofdrechercheur Gregson dood wordt gevonden door antrax worden Sherlock en Joan op onderzoek uit gestuurd. Het vermoeden rijst dat de antrax gebruikt gaat worden voor een terroristische aanslag. Ondertussen ontdekt Sherlock dat dat zijn oude vriend Alistair is overleden. |            |                                   |                  |                                  | |                   |  |
| 45 | 21         | The Man With the Twisted Lip      | Seith Mann       | Steve Gottfried                  | Jeremy Shamos - dr. Paul Sutherland Henri Lubatti - Marchef T. Ryder Smith - Kenneth Carlson Josh Salatin - drugsdealer Vincenzo Amato - Guillaume de Soto                         | 24 april 2014     |  |
| Wanneer Paige verdwijnt, zus van een vrouw die Sherlock kent van zijn bijeenkomsten van ex-drugsverslaafden, gaan Sherlock en Joan op onderzoek uit. Door een aanwijzing gaan zij naar een park en vinden zij niet een maar twee lichamen. Een blijkt Paige te zijn, maar de andere blijkt Zach Piller te zijn. Zach maakte drones voor een bedrijf genaamd McCarthy-Strauss. Ondertussen lukt het Sherlock een drone te pakken die hem aan bespioneren was, dan realiseert hij zich dat de twee slachtoffers gedood zijn door een drone die door Zach gemaakt waren. Sherlock en Joan horen dan van de psychiater van Zach dat hij per ongeluk 10 CIA agenten ontmaskerde in Afghanistan en dat hij dit uit schuld gerapporteerd heeft aan de directeur van het bedrijf. Tijdens het gesprek met de psychiater wordt deze vergiftigd door een drone. Om McCarthy-Strauss in staat van beschuldiging te stellen wacht Sherlock op een pier voor een ontmoeting met de directeur van het bedrijf die het rapport van Zach in bezit heeft. Ondertussen breekt Joan in het bedrijf waar zij in het kantoor van de directeur het rapport steelt. Joan confronteert de directeur met het rapport en stelt dat hij schuldig is de moorden. Ondertussen ontmoeten zij Mycroft, de broer van Sherlock, die hen vertelt dat hij naar New York is gekomen voor zijn restaurants. Zij gaan samen eten en de volgende dag vraagt hij aan Joan of zij een relatie met hem wil aangaan, zij vertelt hem hierover na te zullen denken. Sherlock zoekt Mycroft op om te praten over zijn aanzoek aan Joan, daar ziet hij een wazige uitziende man in het restaurant. Sherlock kan later de man identificeren als Guillaume de Soto, een belangrijke man in een Franse drugskartel met de naam Le Milieu. Joan heeft interesse in Le Milieu en volgt een contactpersoon van Guillaume die een envelop aannam van hem. Het lukt haar om deze envelop te bemachtigen, daarin ziet zij een foto. Op het moment dat zij de foto ziet wordt zij door een persoon overvallen die haar uitschakelt met chloroform en haar ontvoerd. |            |                                   |                  |                                  | |                   |  |
| 46 | 22         | Paint It Black                    | Lucy Liu         | Robert Hewitt Wolfe              | Michael Gaston - Kurt Yoder Henri Lubatti - Marchef Tim Guinee - Dean McNally Vincenzo Amato - Guillaume de Soto Andrew Halliday - mr. Hostetler                                   | 1 mei 2014        |  |
| Vlak nadat Joan is ontvoerd krijgt Mycroft een telefoontje van de ontvoerder, hij licht Sherlock hierover in dat hem woedend maakt. Mycroft legt de woedende Sherlock uit dat drugskartel Le Milieu hem geld aangeboden heeft om een restaurant te openen in New York dat als hun hoofdkwartier voor hun drugszaken zou gaan dienen. Sherlock en Mycroft ontdekken dat een Pierce Norman, een directeur van een Zwitserse bank, een lijst wilde verkopen op de zwarte markt met daarop duizenden namen en informatie van bestuursleden van de bank. Zij werpen de bank aan een onderzoek en leren dat de NSA ook hun aandacht hadden voor Pierce, Sherlock wil nu voorkomen dat zij hem voorzijn. Door een aanwijzing van de vriend van Pierce gaan zij op onderzoek uit in zijn huis daar vinden zij het dode lichaam van Pierce begraven in de tuin. Door een insect dat onder Pierce lag kan Sherlock vaststellen dat het lichaam daar acht dagen heeft gelegen. Hij kan nu concluderen dat Pierce gedood is voordat hij de lijst met namen kon downloaden, en dat hij dus er ingeluisd werd. Hierna kunnen zij dan de werkelijke dader vinden, het betreft het hoofd van beveiliging Kurt Yoder. Kurt wordt aan een ondervraging onderworpen, en vertelt dan waar hij de lijst heeft verstopt. Sherlock heeft dan de lijst in handen en wil de NSA hierover inlichten, maar voordat hij dit kan doen wordt hij door Mycroft uitgeschakeld met een taser. Nadat Mycroft dit gedaan heeft zoekt hij contact op met de drugsdealers van Le Milieu om de lijst te overhandigen. Sherlock wil nu alles op alles zetten om Mycroft te stoppen en Joan te redden. Hij smeekt NSA voor hulp hierbij, die dit echter weigeren. Ondertussen geeft Mycroft de lijst en Kurt aan de drugsdealers, maar hoort dan tot zijn ontzetting dat de dealers opdracht geven om Kurt dood te schieten. Mycroft roept dan ineens een team op die het gebouw binnenvallen en de dealers uitschakelen. Hij biedt zijn verontschuldigen aan de geschrokken Joan aan en vertelt haar dat hij heel wat uit te leggen heeft. |            |                                   |                  |                                  | |                   |  |
| 47 | 23         | Art in the Blood                  | Guy Ferland      | Bob Goodman                      | Ralph Brown - Tim Sherrington Emily Bergl - Marion West Jim Norton - sir James Walter Tony Sheldon - Britse dokter                                                                 | 8 mei 2014        |  |
| Wanneer Sherlock thuis komt vindt hij daar Joan veilig en wel, Mycroft onthult dat hij in het geheim werkte voor MI6. Mycroft legt Sherlock uit dat MI6 van hem gebruik maakte voor het onderzoek naar criminele bendes zoals Le Milieu, en dat zijn opdrachtgever Sherlock uit New York wilde hebben. De twee broers hebben dan een ontmoeting met Tim Sherrinton, de opdrachtgever van Mycroft, die Sherlock vraagt de moord te onderzoeken op Andrew West, een undercover agent van MI6. In het mortuarium ontdekt Sherlock dat de armen van Andrew van het lichaam zijn verwijderd en gestolen. De broers bezoeken dan Marion, de weduwe van Andrew, en ontdekken dat zij actief is als tatoeëerder, en dat op de armen van Andrew tatoeages zaten met onzichtbare inkt. Dit geeft een motief voor de diefstal van de armen. Marion vertelt Sherlock dat zij op de hoogte was van het werk dat haar man deed, en dat hij aan een bipolaire stoornis leed. Door zijn ziekte was Andrew zeer paranoïde naar zijn vrouw. Zij laat Sherlock foto’s zien van zijn armen waarop talloze tatoeages staan van nummers. Volgens Marion was Andrew ervan overtuigd dat er een mol bij MI6 werkte. Deze mol stond in verbinding met Julian Afkhami, een lokale boekwinkeleigenaar. De volgende dag heeft Sherlock een ontmoeting met Tim die hem een baan aanbiedt bij de MI6. Ondertussen is Joan nog steeds boos op Mycroft voor zijn laatste stunt. Zij vertelt aan Sherlock dat zij van plan is om te verhuizen uit zijn huis, Sherlock wijdt dit aan haar emotionele staat na de ontvoering. Marion vertelt dan aan Joan over een man die zichzelf Sudomo Han noemt, hierdoor zoekt Joan Mycroft op om hierover te praten. Zij is ontzet als zij van Mycroft hoort dat hij bij de MI6 is gaan werken om zijn broer te beschermen. Hierdoor werd hij ongewild handlanger van Sudomo, niet wetende dat hij in werkelijkheid een terrorist is. Nadat Joan is verhuisd kust zij Mycroft en belanden dan uiteindelijk samen in bed. Ondertussen ontdekt Sherlock van de NYPD dat op het pistool, wat gebruikt werd voor de moord op Andrew, vingerafdrukken zijn gevonden met een litteken. Sherlock beseft dan meteen dat deze vingerafdrukken van Mycroft zijn, hij zoekt hem op en vertelt hem dat hij erin geluisd wordt als de mol. |            |                                   |                  |                                  | |                   |  |
| 48 | 24         | The Grand Experiment              | John Polson      | Robert Doherty Craig Sweeny      | Ralph Brown - Tim Sherrington Jim Norton - sir James Walter Nasser Faris - Julian Afkhami                                                                                          | 15 mei 2014       |  |
| Sherlock informeert Mycroft dat hij erin geluisd wordt als een mol, en verbergt hem en Joan op een veilig adres. Terwijl Sherlock MI6 voorziet van valse informatie vervolgt hij zijn onderzoek naar Andrew West. Hij en Joan ontdekken dan dat de tatoeages op de armen van Andrew volstaan met data, tijden en locaties over de verblijfplaats van de mol. Deze vinding geven zij door aan Mycroft, die verklaart dat hij op dezelfde data en tijden op deze verblijfplaats was samen met Andrew. Zich realiserend dat hij nu gezien wordt als de mol hoort Mycroft van Joan dat zij denkt dat zijn handlanger Sherrington waarschijnlijk de mol is. Zij besluiten deze ontdekking voor hen te houden totdat de tijd er rijp voor is. Sherrington bezoekt Joan waar hij haar confronteert, Joan heeft ondertussen haar videochat aanstaan met een bevriende hackersgroep om hem te kunnen beschuldigen, maar merkt al snel genoeg dat dit niet gat lukken en stuurt hem weer weg. Ondertussen ontdekt Sherlock dat Sherrington veelvuldig contact heeft gehad met de Iraniër Julian Afkhami, om geheime informatie te kunnen geven voor de Iraanse overheid. Joan confronteert Sherlock met Sudomo Han en zijn geschiedenis met Mycroft, dat ervoor zorgt dat Sherlock zijn broer probeert te vergeven. Sherlock en Joan onderzoeken dan een moord en geloven dat Julian de dader is en geven hem aan bij de NYPD, daar bewijzen zij dat Julian de minnaar van zijn vrouw heeft gedood en dan wordt hij gearresteerd. Mycroft bezoekt Sherrington en hoort van hem waarom hij MI6 heeft verraden, dit vanwege het gebrek aan promotie en respect. Later wordt het dode lichaam gevonden van Sherrington, Sherlock confronteert Mycroft hiermee. Mycroft vertelt dan dat hij een afspraak heeft gemaakt met de NSA om hem te doden en zijn eigen dood in scène te zetten, dit om hem te laten verdwijnen zodat hij Sherlock kan beschermen tegen Le Milieu. Joan is diep bedroefd nu zij afscheid moet nemen van Mycroft terwijl Mycroft probeert zijn excuses aan te bieden aan onbeweeglijke Sherlock. Terwijl Joan plannen maakt om naar haar nieuwe appartement te verhuizen, bezoekt Sherlock MI6 om hen te vertellen dat hij bereid is om voor hen te gaan werken.                                                         |            |                                   |                  |                                  | |                   |  |